# Receptor
Receptor je makromolekula u organizmu. Dio je sustava kemijskog signaliziranja unutar i između stanica. Smještene su na staničnoj opni ili u citoplazmi. Kad su aktivirani, izravno ili neizravno nadziru biokemijske procese u stanicama kao što su konduktancija iona, fosforilacija proteina, transkripcija DNK. Molekule koje se vežu na određeni receptor su ligandi, a to su npr. lijekovi, hormoni, neuroprijenosnici. Ligandi mogu uključiti ili isključiti receptor. Takav poticaj može povećati ili smanjiti stanovitu staničnu funkciju. Ligandi međudjeluju s nizom receptorskih podvrsta i nema lijeka koji bi bio apsolutno specifičan za neki receptor ili podvrstu, te su lijekovi selektivni po učinku na jednom receptorskom mjestu u odnosu na druga i ovisni o fizikalnokemijskom vezanju o stanične receptore. Više receptorskih mehanizama nadziru fiziološke funkcije (npr. kontrakcija, sekrecija), tj. ti mehanizmi ih nadziru. Djeluju u određenom broju koraka koji varira (npr. sparivanje s receptorom, stanične vjesničke tvari). Vanjski čimbenici djeluju na vezanje o receptor, a od unutarnjih to su stanični regulacijski mehanizmi. Kod svakog tkiva drugačija je gustoća receptora i učinkovitost mehanizama podražaj–odgovor. Lijekovi, starenje, genske mutacije i bolesti mogu povisiti ili sniziti broj i afinitet receptora.